# مرکز جان هنکاک

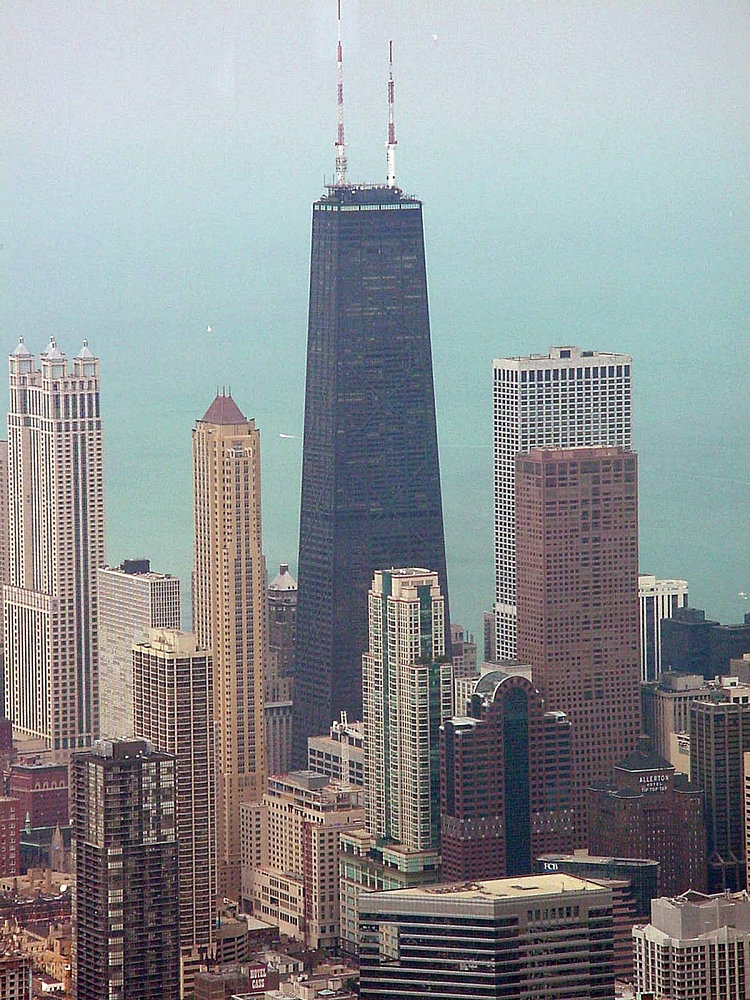
نمایی از برج جان هنکاک در شیکاگو.

مرکز جان هنکاک (به انگلیسی: John Hancock Center) نام یکی از بلندترین ساختمان‌های جهان و از نمادهای شهر شیکاگو است. 
این ساختمان ۱۰۰ طبقه و ۴۵۷ متر ارتفاع دارد و از بلندترین ساختمان‌های آمریکا بوده‌است.
معمار این بنا بروس گراهام از شرکت اسکیدمور، اوینگز، مریل است. و مهندس و معمار مشهور آمریکایی-بنگلادشی، فضل الرحمن خان طراحی سازه این برج را برعهده داشت.
نادر اردلان (پدر داور اردلان) که در این شرکت مشغول به کار بود، در طراحی این برج شرکت داشت.

مقایسه ارتفاع بلندترین برج‌های آمریکا